# 小泉岳
小泉岳（こいずみだけ）は、北海道の上川郡上川町にある標高2,158mの山である。北海道百名山に選定されている。

## 概要
石狩山地を構成する表大雪の一峰で、赤岳と白雲岳の間に位置するかなり偏平な山である。山頂部は永久凍土が存在することが確認されており、永久凍土が溶け出し湧出するとされる水が山頂下で染み出すという。小泉岳周辺は大雪山の中でも最も高山植物が多いとされ、赤岳から小泉岳への稜線には様々な植物が咲く。山名は大雪山における先駆者の一人である小泉秀雄にちなむ。
道道1162号の終点である銀泉台から赤岳を経て登るのがメインルート。小泉岳の山頂は赤岳を進んだ先にある分岐点から少し南へ進んだところにある。